# Manuel Martínez

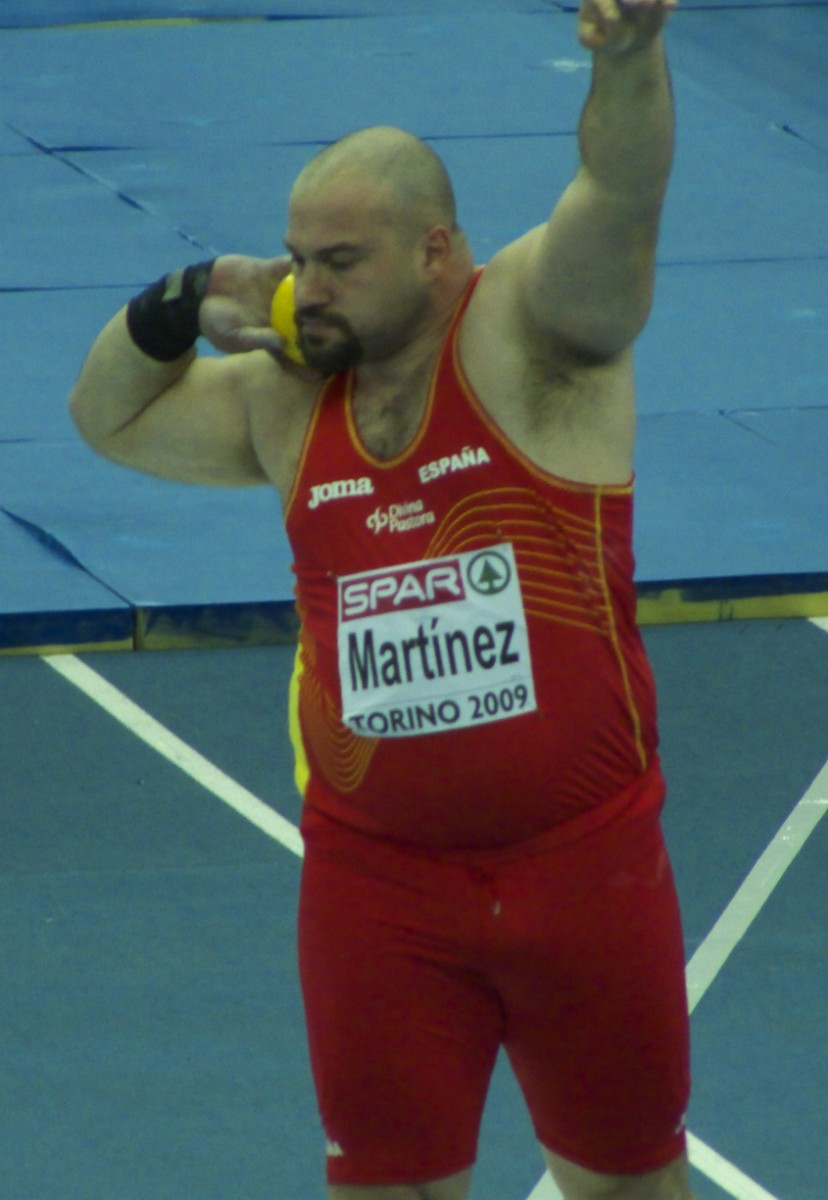
Manuel Martínez Gutiérrez (2009)

Manuel „Man“ Martínez Gutiérrez (* 7. Dezember 1974 in León) ist ein ehemaliger spanischer Kugelstoßer. 2003 gewann er Gold bei den Hallenweltmeisterschaften und 2004 Bronze bei den Olympischen Spielen. Seit 2009 tritt er als Schauspieler, seit 2023 zusätzlich als Filmschaffender in Erscheinung.

## Leben
Manuel Martínez wurde Vizeweltmeister und Europameister im Juniorenbereich. 1993 gewann er seine ersten Spanischen Meistertitel in der Halle und im Freien. In der Halle gewann er von 1993 bis 2007 fünfzehn Meistertitel in Folge, im Freien gewann er von 1993 bis 1998 und von 2000 bis 2006 (Stand 31. Dezember 2007). Von 1993 bis 2002 verbesserte er 16 mal den spanischen Landesrekord. Mit 19 Jahren verpasste er bei den Halleneuropameisterschaften seinen ersten Medaillengewinn bei Europameisterschaften um 19 Zentimeter, erst sechs Jahre später erlangte er dann mit Silber in Gent seine erste Medaille. Sein bestes Jahr war 2002, als er sowohl in der Halle als auch im Freien seine persönliche Bestleistung aufstellte. In Wien reichte seine Hallenbestleistung zum Europameistertitel; sein Freiluftrekord von Salamanca hätte bei den Europameisterschaften in München ebenfalls zum Titelgewinn ausgereicht.
2003 gelang Martínez mit dem Sieg bei den Hallenweltmeisterschaften sein wohl größter Erfolg, im Freien konnte er sich 2003 als 15. der Qualifikation nicht für das Weltmeisterschaftsfinale qualifizieren. 2004 verpasste er die olympische Bronzemedaille um 23 Zentimeter gegenüber dem Dänen Joachim Olsen, Olsen lag seinerseits nur neun Zentimeter hinter Gold und Silber. Nachdem bei nachträglichen Dopingkontrollen der Sieger Jurij Bilonoh überführt wurde, erhielt Martínez 2013 nachträglich die Bronzemedaille.
2006 verpasste Martínez als Neunter nur knapp den Endkampf bei seinen vierten Freilufteuropameisterschaften. 2008 nahm Martínez zum vierten Mal an Olympischen Spielen teil. Dort erreichte er nicht den Endkampf, wie auch bei den Weltmeisterschaften 2009.
Bei einer Körpergröße von 1,85 m betrug sein Wettkampfgewicht 125 kg.
2009 gab Martínez in der Filmproduktion Estigmas sein Schauspieldebüt. Zwei Jahre später hatte er mit der Rolle des Kreuzritters Goliath eine größere Rolle im Abenteuerfilm Ritter des heiligen Grals inne. 2012 stellte er in insgesamt zehn Episoden der Fernsehserie La fuga die Rolle des Tyson dar. In den nächsten Jahren folgten überwiegend Besetzungen in verschiedenen Kurzfilmproduktionen. 2017 verkörperte er in 12 Episoden der Fernsehserie Apaches die Rolle des Cabeza de Perro. 2023 erschienen die beiden Kurzfilme La Baronesa y el Vagabundo und The End, für die er in verschiedenen Funktionen tätig war.

## Endkampfplatzierungen
In diesem Abschnitt sind die Endkampfplatzierungen von Martínez bei Olympischen Spielen, Welt- und Europameisterschaften aufgelistet, von anderen internationalen Meisterschaften sind die Medaillengewinne aufgelistet.
- 1992: 2. Platz mit 18,14 m (Juniorenweltmeisterschaften)
- 1993: 1. Platz mit 19,02 m (Junioreneuropameisterschaften)
- 1994: 4. Platz mit 19,85 m (Halleneuropameisterschaften)
- 1994: 1. Platz mit 19,93 m (U23-Europameisterschaften)
- 1995: 4. Platz mit 19,97 m (Hallenweltmeisterschaften)
- 1996: 7. Platz mit 19,50 m (Halleneuropameisterschaften)
- 1997: 5. Platz mit 20,37 m (Hallenweltmeisterschaften)
- 1998: 6. Platz mit 20,09 m (Halleneuropameisterschaften)
- 1998: 1. Platz mit 19,47 m (Ibero-Amerikanische Meisterschaften)
- 1998: 7. Platz mit 20,02 m (Europameisterschaften)
- 1999: 4. Platz mit 20,79 m (Hallenweltmeisterschaften)
- 2000: 2. Platz mit 20,38 m (Halleneuropameisterschaften)
- 2000: 1. Platz mit 19,70 m (Ibero-Amerikanische Meisterschaften)
- 2000: 6. Platz mit 20,55 m (Olympische Spiele)
- 2001: 3. Platz mit 20,67 m (Hallenweltmeisterschaften)
- 2001: 4. Platz mit 20,91 m (Weltmeisterschaften)
- 2001: 1. Platz mit 20,97 m (Universiade)
- 2001: 3. Platz mit 20,44 m (Goodwill Games)
- 2001: 1. Platz mit 21,03 m (Mittelmeerspiele)
- 2002: 1. Platz mit 21,26 m (Halleneuropameisterschaften)
- 2002: 5. Platz mit 20,45 m (Europameisterschaften)
- 2003: 1. Platz mit 21,24 m (Hallenweltmeisterschaften)
- 2004: 5. Platz mit 20,79 m (Hallenweltmeisterschaften)
- 2004: 1. Platz mit 20,59 m (Ibero-Amerikanische Meisterschaften)
- 2004: 3. Platz mit 20,84 m (Olympische Spiele)
- 2005: 3. Platz mit 20,51 m (Halleneuropameisterschaften)
- 2005: 2. Platz mit 19,97 m (Mittelmeerspiele)
- 2006: 6. Platz mit 20,43 m (Hallenweltmeisterschaften)

## Bestleistungen
- Kugelstoßen: 21,47 m (2002) Freiluft
- Diskuswurf: 48,04 m (1998)
- Kugelstoßen: 21,26 m (2002) Halle

## Filmografie (Auswahl)

### Schauspiel
- 2009: Estigmas
- 2011: Ritter des heiligen Grals (El Capitán Trueno y el Santo Grial)
- 2011: Guía para matar a tu jefe (Kurzfilm)
- 2012: La fuga (Fernsehserie, 10 Episoden)
- 2014: Solo (Kurzfilm)
- 2015: El hombre de hojalata (Kurzfilm)
- 2016: El área (Kurzfilm)
- 2016: Centro médico (Fernsehserie, Episode 3x45)
- 2017: Apaches (Fernsehserie, 12 Episoden)
- 2017: La que se avecina (Fernsehserie, Episode 10x07)
- 2017: Servir y proteger (Fernsehserie, 2 Episoden)
- 2023: La Baronesa y el Vagabundo (Kurzfilm)

### Filmschaffender
- 2023: La Baronesa y el Vagabundo (Kurzfilm; Regie und Produktion)
- 2023: The End (Kurzfilm; Produktion)